# Steve Hodge
Steve Hodge (Nottingham, 25 ottobre 1962) è un allenatore di calcio ed ex calciatore inglese, di ruolo centrocampista.

## Palmarès

### Club

#### Competizioni nazionali
- Campionato inglese: 1

Leeds: 1991-1992
- Coppa di Lega inglese: 2

Nottingham Forest: 1988-1989, 1989-1990
- Community Shield: 1

Leeds: 1992
- Full Members Cup: 1

Nottingham Forest: 1988-1989
- Torneo del centenario della Football League: 1

Nottingham Forest: 1988